# Fundamento de Esperanto

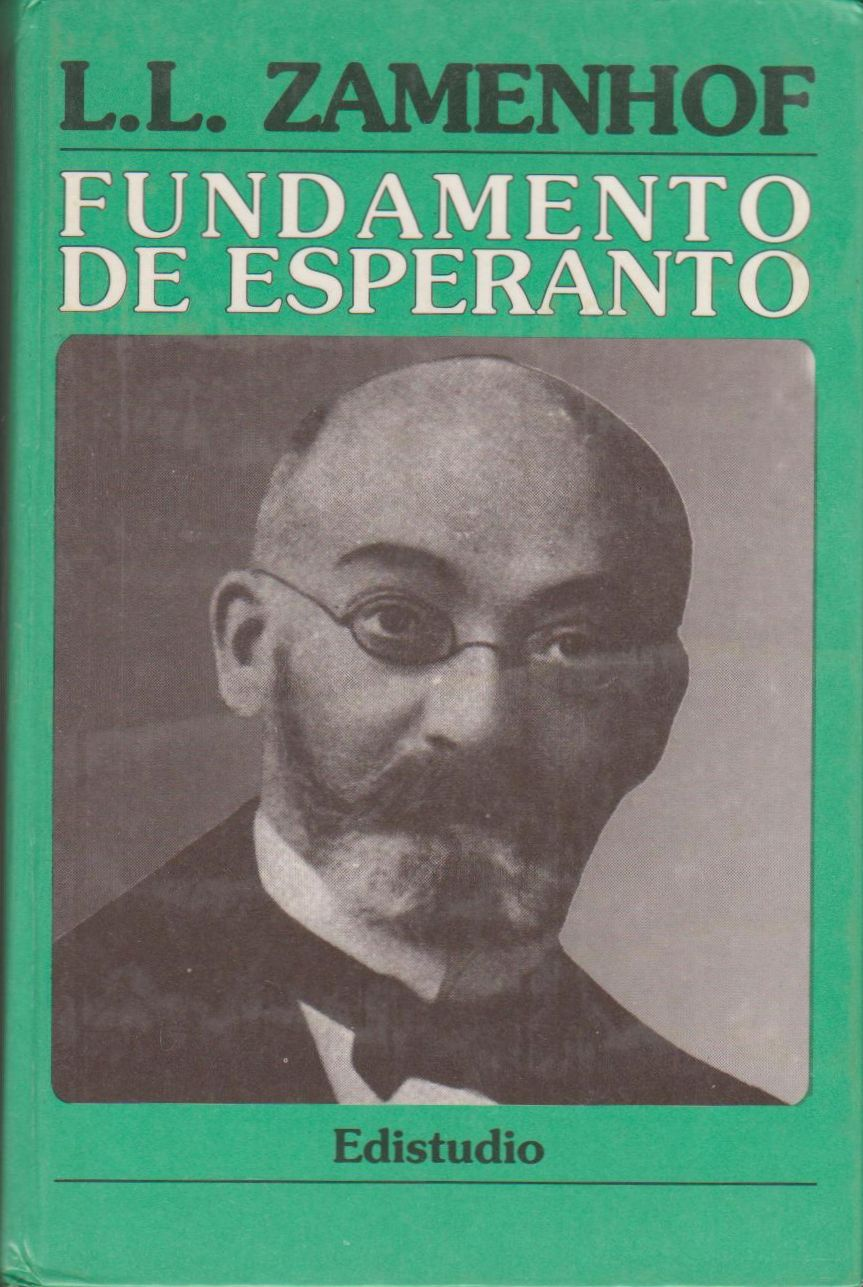

Fundamento de Esperanto – książka autorstwa Ludwika Zamenhofa wydana wiosną 1905 r. i 9 sierpnia tego samego roku przyjęta oficjalnie w 4. artykule Deklaracji Bulońskiej (Deklaracio pri la esenco de la Esperantismo) na pierwszym kongresie esperanckim w Boulogne-sur-Mer, jako oficjalny fundament języka.
Fundamento składa się z czterech części: przedmowy, gramatyki (16 reguł), zbioru ćwiczeń i uniwersalnego słownika zawierającego ok. 1800 rdzeni wyrazowych tłumaczonych na pięć języków. Z wyjątkiem przedmowy wszystkie części były nowymi wydaniami poprzednich opracowań Zamenhofa. Taką samą rangę dla rozwoju języka jak Fundamento mają późniejsze tzw. Oficialaj Aldonoj (oficjalne dodatki).
Istotnym ustaleniem Fundamento jest stwierdzenie o nienaruszalności fundamentów, których nikt nie ma prawa od tej pory zmienić. Rezultatem tej decyzji jest pełna zrozumiałość dokumentów esperanckich, niezależnie od momentu ich wydania, także tych najwcześniejszych, pochodzących z początku XX wieku.

## Gramatyka wFundamento
Pierwsze 8 punktów zawartych w Fundamento definiuje części mowy: przedimek, rzeczownik, przymiotnik, liczebnik, zaimki, czasowniki z imiesłowami, przysłówki i przyimki. Pozostałe punkty dotyczą:
- 9–10 reguły pisania i wymowy
- 11 tworzenie wyrazów złożonych
- 12 stosowanie przeczeń
- 13 biernik jako przypadek ruchu
- 14 użycie przyimków
- 15 traktowanie wyrazów obcych
- 16 użycie apostrofu dla rzeczownika[1]